# Hieronim Riario

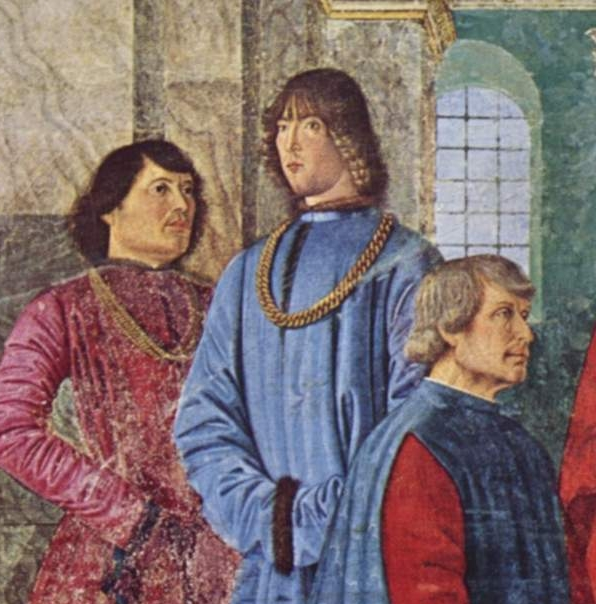
Girolamo Riario (drugi z lewej)

Girolamo Riario della Rovere (ur. 1443 w Savonie, zm. 14 kwietnia 1488) – senior Imoli i Forlì. 

## Życiorys
Urodził się jako starszy syn Paola Riario (zm. 1460) i Bianki della Rovere (1421–1473). Jego wujem był papież Sykstus IV, który w 1473 z okazji jego ślubu z Cateriną Sforzą powierzył mu w zarządzanie miasto Imola. W 1477 Girolamo przejął kontrolę nad miastem Forlì. Papież Sykstus IV zbudował dla niego pałac w Rzymie. W 1478 Riario wziął udział w spisku Pazzich przeciwko Medyceuszom. Po śmierci Sykstusa IV w 1484, jego żona Caterina okupowała w jego imieniu Zamek Świętego Anioła. 14 kwietnia 1488 został zamordowany jako ostatni z osób zaangażowanych w spisek Pazzich.

## Potomstwo
Z Catariną Sforzą doczekał się sześciorga dzieci, które nosiły nazwisko Riario Sforza:
1. Bianca Riario (1478 – po 1522), żona (1) Astorre III Manfredi, pana Faenza (2) Troilo Rossi, markiza San Secondo
2. Ottaviano Riario (1479–1523), pan Imoli i Forlì, biskup Volterry i Viterbo
3. Cesare Riario (1480–1518/1540), arcybiskup Pizy, patriarcha Aleksandrii
4. Giovanni Livio (1484–1496)
5. Galeazzo Riario (1485–1557), mąż Marii Giovanny della Rovere, dziedziczki księstwa Urbino
6. Francesco Riario Sforzino (1487 – po 1509), biskup Lucca